# 逻西乡
逻西乡，是中华人民共和国广西壮族自治区百色市乐业县下辖的一个乡镇级行政单位。

## 行政区划
逻西乡下辖以下地区：
民西村、民友村、巴劳村、民权村、民治村、民享村、个马村、中停村、七更村、卡伦村、平峨村、鱼里村和打路村。